# Сергіополь
Сергіо́поль (рос. Сергиополь, башк. Сергиополь) — присілок у складі Давлекановського району Башкортостану, Росія. Адміністративний центр Сергіопольської сільської ради.
Населення — 362 особи (2010; 396 в 2002).
Національний склад:
- росіяни — 41 %
- татари — 27 %